# Reichenau
Reichenau es una isla habitada situada en el lago de Constanza (Bodensee en alemán), estado federado de Baden-Wurtemberg, Alemania. La isla se encuentra entre los lagos Gnadensee y Untersee y está unida a tierra firme por un puente de 400 metros construido en tiempos de Napoleón. Es la isla más grande de este enorme lago europeo y se encuentra en Alemania, pero por su zona meridional frente a la costa suiza del mismo, a un centenar de metros. Frente a su costa septentrional se halla la localidad de Radolfzell y, a menos de diez kilómetros, la ciudad de Constanza.

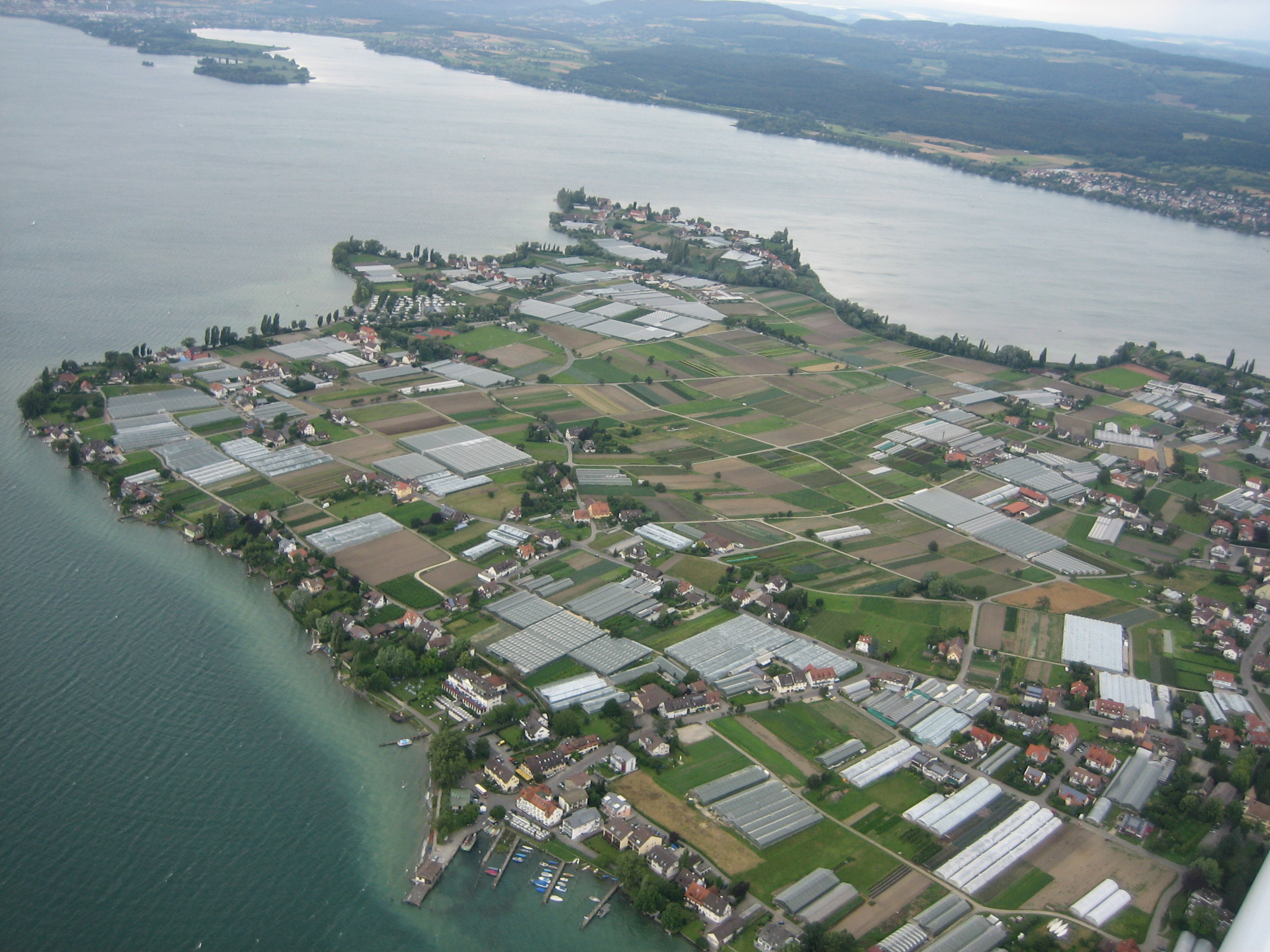
Vista aérea de la zona occidental de la isla de Reichenau

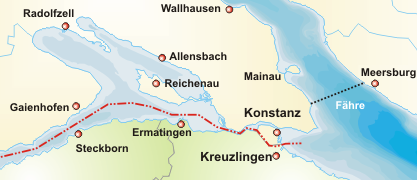
Localización de Reichenau.

Posee un monasterio benedictino fundado en 724 por Pirminius y secularizado en 1799, que fue el principal foco artístico y literario de la región durante los siglos IX-XI. En el año 2000 la Abadía de Reichenau, así como el resto de las iglesias de la isla, fueron incluidos en el Patrimonio de la Humanidad por la Unesco.

## Historia
La isla aparece documentada desde los tiempos de los romanos. Importantes obras de la literatura alemana, desde la época del Minnesang (cantares de amor), se han encontrado en este monasterio. Algunas de ellas todavía se conservan en su biblioteca y otras en el museo comarcal de Baden.
Tras la Segunda Guerra Mundial, la mayor parte de la población de Reichenau fue desalojada durante dos meses y medio para que vivieran en ella unos 3000 presos franceses liberados del campo de concentración de Dachau en cuarentena antes de regresar a su país de origen.

## Poblaciones y habitantes
Los habitantes de Reichenau viven principalmente de modo diseminado, pero divididos administrativamente en las tres localidades siguientes:
| Nr. | Pueblo               | Habitantes Año 2008 | Habitantes Año 1961 | Habitantes Año 1885 |
| --- | -------------------- | ------------------- | ------------------- | ------------------- |
| 1   | Oberzell             | 511                 | 418                 | 292                 |
| 2   | Mittelzell           | 2454                | 1737                | 1082                |
| 3   | Niederzell           | 238                 | 198                 | 149                 |
|     | Total Isla Reichenau | 3203                | 2353                | 1523                |

## Producción agrícola
La isla es también muy conocida por la calidad y cantidad de sus productos hortícolas, estando situada en una de las zonas más soleadas de Alemania. Los productos de sus huertas son muy apreciados en el entorno y en los restaurantes de ciudades, como Constanza, es habitual encontrar menús que identifican sus materias primas con este origen.

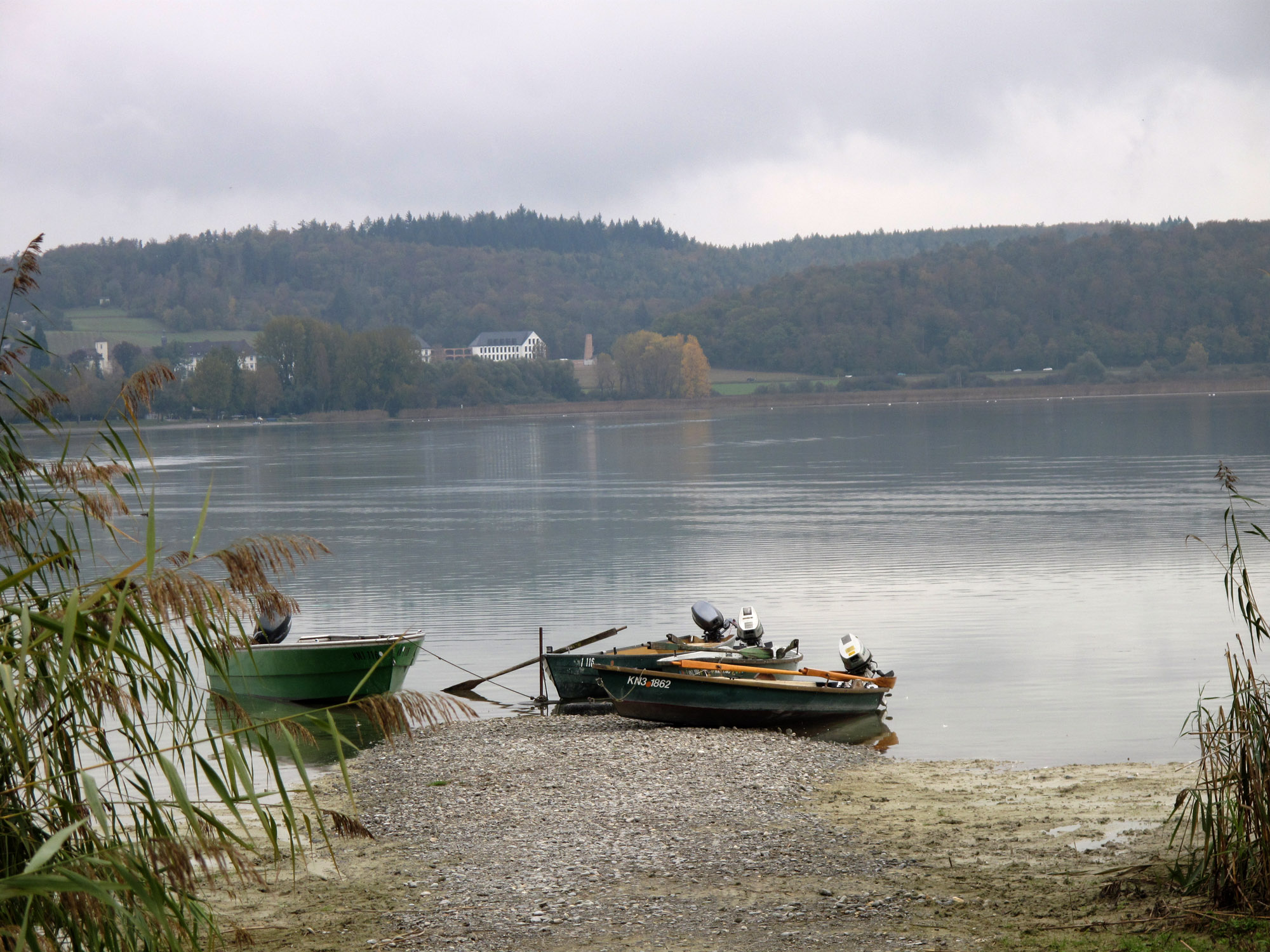
Barcas sobre la orilla norte de Reichenau en otoño de 2009.

En este sentido, los visitantes de Reichenau también pueden comprar in situ los productos locales, que normalmente se anuncian en las propias casas para la venta directa con llamativas presentaciones.

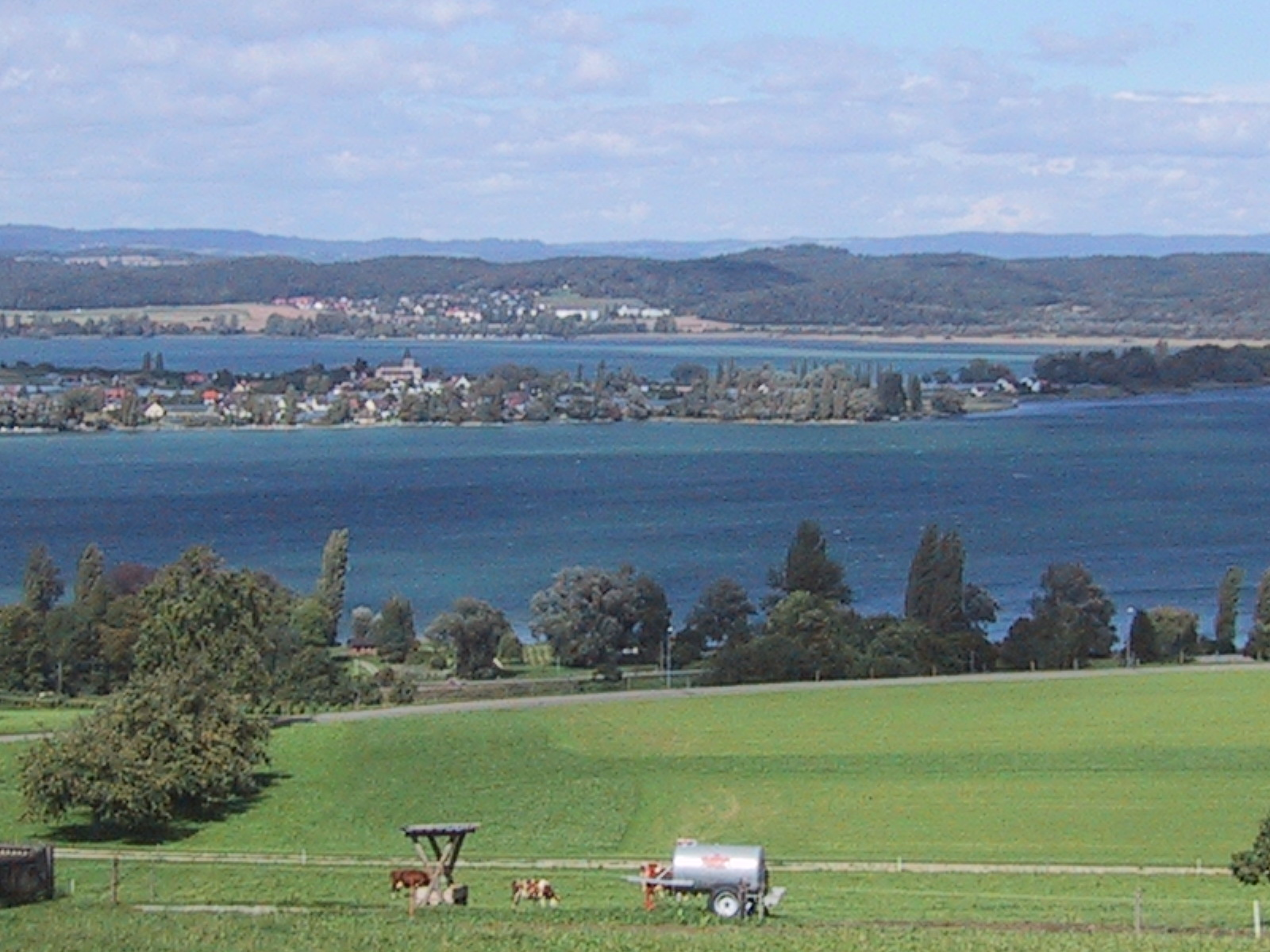
Vista de la isla de Reichenau.